# Irapuato FC
Club Deportivo Irapuato, A.C., znany najczęściej jako Irapuato – meksykański klub piłkarski z siedzibą w mieście Irapuato, w stanie Guanajuato. Obecnie gra w Ascenso MX (II szczebel rozgrywek). Domowe mecze rozgrywa na obiekcie Estadio Sergio León Chávez, mogącym pomieścić 24 tysiące widzów.

## Historia
Zespół Irapuato został założony w 1910 roku. Do najwyższej klasy rozgrywkowej klub po raz pierwszy awansował w 1954 roku i spadł z niej dopiero w roku 1972. Kolejny awans nastąpił trzynaście lat później, w roku 1985. Tym razem drużyna w utrzymała się w meksykańskiej Primera División przez sześć lat. W latach 2000–2001 i 2002–2004 Irapuato również grało w pierwszej lidze, jednak zostało z niej zdegradowane przez kłopoty finansowe. Z tego samego powodu zespół spadł również do trzeciej ligi. Zespół Freseros został uratowany przez klub filialny Pachuki – Pachuca Juniors, który po awansie do drugiej ligi przeniósł się do Irapuato i zmienił nazwę na Deportivo Irapuato.

## Osiągnięcia

### Krajowe
- Liga de Ascenso
  - Zwycięstwo (2x): Invierno 1999, Verano 2000, Verano 2002, Clausura 2011
  - Drugie miejsce (1x): Apertura 2008

## Aktualny skład
Stan na 15 maja 2011.
| Nr | Poz. | Piłkarz                  |
| -- | ---- | ------------------------ |
| 1  | BR   | Adrián Martínez          |
| 2  | OB   | Margarito González       |
| 5  | OB   | Ezequiel Brítez          |
| 6  | OB   | Francisco Razo           |
| 7  | NA   | Alejandro Castillo       |
| 8  | OB   | Jorge Manrique           |
| 10 | NA   | Cuauhtémoc Blanco        |
| 11 | NA   | Ariel González (kapitan) |
| 13 | OB   | Gandhi Vega              |
| 15 | PO   | Pedro Jiménez            |
| 16 | PO   | Arturo Alvarado          |
| 18 | PO   | Esteban González         |
| 19 | PO   | Jonathan Miramontes      |

| Nr | Poz. | Piłkarz            |
| -- | ---- | ------------------ |
| 21 | PO   | José Luis López    |
| 23 | PO   | Javier Saavedra    |
| 24 | BR   | Manuel Corona      |
| 25 | OB   | Willy Rivas        |
| 27 | PO   | Gerardo Gómez      |
| 28 | NA   | Luis Valdés        |
| 29 | BR   | Guadalupe Martínez |
| 30 | NA   | Josué Perea        |
| 37 | NA   | José Valadez       |
| 38 | NA   | Kevin Favela       |
| 44 | OB   | Juan Arellano      |
| 45 | NA   | José Gutiérrez     |
| 58 | NA   | Efraín Cruz        |